# A Föld népei
A Föld népei Kiszely István antropológus több kötetes könyve.

## Története
A magyar földrajzi-néprajzi könyvkiadás nagy múltra tekinthet vissza. A 19. század óta több nagy terjedelmű földrajzi enciklopédia jelent meg magyar nyelven, ebbe a hagyományba illeszkedett Kiszely 1979-ben elkezdett nagy sorozata is. 1979 és 1986 között a Gondolat Könyvkiadónál 3 kötet meg is jelent. Ezt követően egy nagyobb szünet állt be a sorozat kiadásában, de a szerző 2004-től folytatta, immár a Püski Kiadó Kft. gondozásában. Az egyes földrészeket feldolgozó kötetek (1-5) után kiegészítő köteteket adott ki, amelyek 1-1 témakörből vizsgálták az egyetemes vagy a magyar néprajz, antropológia kérdéskörét. A sorozat 2009-ben zárult le a 9. kötettel, 30 évvel az első kötet megjelenése után. A teljes sorozat terjedelme 6052 nyomtatott oldal.
Az egyes, nagy alakú (24 cm x 17 cm) kötetek több száz oldalon, gazdag fekete-fehér és színes fényképmelléklettel, bibliográfiai jegyzetekkel jelentek meg.

## Kötetbeosztás
| Kötetszám | Cím                                                                            | Kiadó               | Kiadási év | Oldalszám | Megjegyzés                                                                  |
| --------- | ------------------------------------------------------------------------------ | ------------------- | ---------- | --------- | --------------------------------------------------------------------------- |
| 1.        | Európa                                                                         | Gondolat Könyvkiadó | 1979       | 735       |                                                                             |
| 2.        | Ázsia                                                                          | Gondolat Könyvkiadó | 1984       | 754       |                                                                             |
| 3.        | Afrika                                                                         | Gondolat Könyvkiadó | 1986       | 623       |                                                                             |
| 4.        | Amerika                                                                        | Püski Kiadó Kft.    | 2004       | 606       |                                                                             |
| 5.        | Ausztrália és Óceánia népei                                                    | Püski Kiadó Kft.    | 2005       | 684       | A műnek létezik két korábbi, kisebb terjedelmű, 1969-es és 1976-os kiadása. |
| 6.        | Sírok, csontok, emberek. Történeti embertan                                    | Püski Kiadó Kft.    | 2006       | 624       |                                                                             |
| 7.        | A magyarság embertana. A magyar ember / Egyetemi tankönyv és tanári segédkönyv | Magyar Ház Kft.     | 2007       | 522       |                                                                             |
| 8.        | Szokatlan szokások                                                             | Püski Kiadó Kft.    | 2007       | 696       | Hankó Ildikóval közös munka.                                                |
| 9.        | Eleink lakomái. A magyarság növény-, állatvilága és ételkultúrája              | Püski Kiadó Kft.    | 2009       | 808       |                                                                             |